# Dick Houwaart
Dirk Franciscus (Dick) Houwaart (Den Haag, 9 oktober 1927 – Enschede, 22 december 2016) was een Nederlands journalist en schrijver. In zijn carrière was hij onder meer actief als dagbladjournalist bij de Amersfoortse Courant en het Dagblad van het Oosten. Later werd hij hoofdredacteur van het Dagblad van het Oosten, de krant die later werd overgenomen door Dagblad Tubantia. Houwaart was ook redacteur bij het tijdschrift Tijd en Taak, als eindredacteur van het actualiteitenprogramma Attentie! (NCRV) en als directeur voorlichting van het toenmalig Ministerie van Binnenlandse Zaken.
Houwaart is ook actief geweest als publicist over politiek en Jodendom. Zijn autobiografie Even omkijken verscheen op 31 oktober 2012.

## Jeugd
Houwaart werd geboren uit een gemengd huwelijk. Zijn ouders waren Dirk Franciscus Houwaart en Helena Pronkhorst. Zijn moeder was afkomstig uit een tamelijk orthodox-joods gezin en derhalve werd hij besneden en opgenomen in de joodse gemeenschap. Halachisch (volgens de joodse wet) was hij dus joods. Tot het uitbreken van de Tweede Wereldoorlog groeide hij op in een harmonisch, grotendeels Joods milieu. De nazitijd leidde tot de vrijwel totale uitroeiing van zijn joodse familie. Dit heeft zijn verdere leven bepaald.

### Opleiding
Na de openbare lagere school volgde hij de MULO aan de Mient te Den Haag. Het laatste oorlogsjaar werd er geen les meer gegeven. Na de bevrijding in 1945 studeerde aan hij de Nederlandse Hogere Handelsschool te Den Haag, waarvan hij in 1947 het einddiploma behaalde. Daarna volgde hij twee jaar de colleges massacommunicatie van prof. Kurt Baschwitz aan de Universiteit van Amsterdam. Deze tweejarige cursus werd betaald door de Nieuwe Haagsche Courant.

## Loopbaan
Houwaart was in 1948 kort werkzaam bij het weekblad Burgerrecht, een uiterst rechts orgaan. Daarna volgde Het Dagblad, een soort voorloper van de toen verboden De Telegraaf en het dagblad de Christelijk-Historische Nederlander. Hoofdredacteur daar was H.A. Lunshof.
In 1953 trad Houwaart in dienst van de Nieuwe Haagsche Courant, waar hij drie jaar werkzaam zou zijn. Daarna vertrok hij naar Amersfoort om te gaan werken als stads- en streekredacteur voor de Amersfoortse Courant/Veluws Dagblad. Eind 1963 verruilde hij die functie voor het hoofdredacteurschap van de televisierubriek Attentie van de NCRV. Na een conflict over zijn openbare optreden na de val van het kabinet-Cals/Vondeling in oktober 1965 werd hij op staande voet ontslagen. Drie maanden later werd hij benoemd tot hoofdredacteur van het Dagblad van het Oosten in Almelo. Daar bleef hij werken tot voorjaar 1975, toen het dagblad werd verkocht aan de Enschedese krant Tubantia. Houwaart weigerde mee te gaan met de verkoop en was een jaar zonder vaste baan. In 1976 kreeg hij de gelegenheid hoofd te worden van de afdeling voorlichting van het ministerie van Binnenlandse Zaken. Hij bleef daar tot hij in 1989 van de VUT-regeling gebruik kon maken. 
Politiek gezien was Houwaart afkomstig uit kringen van de CHU. Later zocht hij zijn toevlucht tot de PvdA. Tijdens zijn pensioen vervulde hij talrijke deelfuncties zoals bij BMC, bestuurs- en management consultants en de stichting BBI, bestuurs- en beleidsinstrumentarium.
Houwaart was vanaf 1959 lid van het journalistenforum Bij Nader Inzien van de VARA en werkte mee aan talrijke weekbladen en tijdschriften, zoals Hervormd Nederland, De Nieuwe Linie, Tijd en Taak en Wending.

## Functies

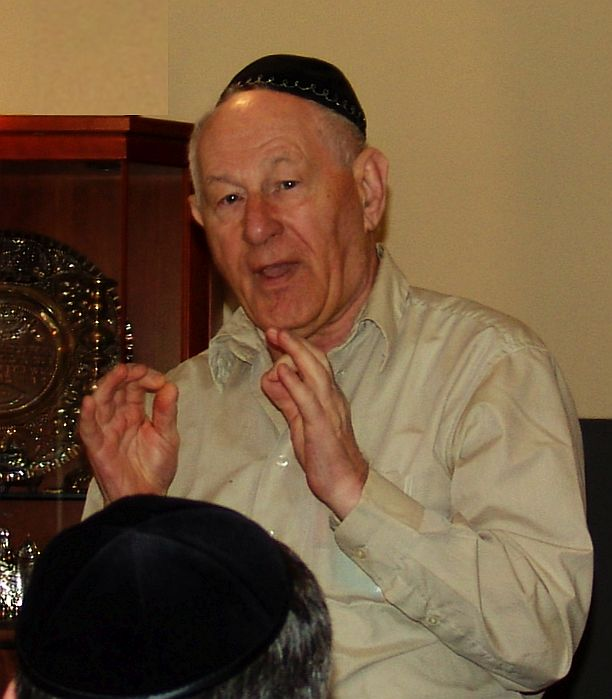

Houwaart werd in 1947 secretaris van het Haagse Jeugdparlement. Daarna vervuld hij talrijke functies. In zijn 'protestantse' periode was hij enige tijd secretaris van de Protestants-Christelijke Journalistenkring. Hij was oprichter en eerste voorzitter van de afdeling Almelo van het Genootschap Nederland-Israël. Later vervulde hij dezelfde functie in Den Haag. Ook was hij enkele jaren lid van het hoofdbestuur van dit genootschap. Van 1976 tot voorjaar 1989 was hij voorzitter van de Anne Frank Stichting. Van 1990 tot 2010 was hij secretaris van de stichting Maatschappij tot Nut der Israëlieten en in de jaren negentig enige jaren voorzitter van de Nederlands-Israëlitische Gemeente in Almelo. Hij was 25 jaar lang lid van de Raad voor de Journalistiek en namens het ministerie van Binnenlandse Zaken voorzitter van de ambtelijke commissie Justitie, Politie en Pers. Eind jaren zeventig, begin jaren tachtig was Houwaart drie jaar voorzitter van de Vereniging van Letterkundigen en vicevoorzitter van het Nederlands Letterenfonds. Van 1990 tot 2000 was hij eindredacteur van de Joodse Omroep, afdeling radio. Ook schreef hij jaren lang om de veertien dagen een commentaar voor het Nieuw Israëlietisch Weekblad.

## Onderscheiding
In 2005 werd Houwaart onderscheiden met de Cultuurprijs van de afdeling Overijssel van het Prins Bernhard Fonds.

## Trivia
Bij een herdruk van "Palestina" met feuilletons van Jacob Israël de Haan door uitgeverij Kok in Kampen (2000) schreef hij in zijn voorwoord dat De Haan door een Arabier was vermoord. Echter sinds de jaren '70 was in Nederland bekend dat de Hagana achter de moord zat.

## Persoonlijk
Houwaart was meer dan zestig jaar getrouwd met Willy Mallee. Zij kwam uit een religieloos gezin. Begin jaren zeventig trad zij toe tot de Joodse gemeenschap. Zij werd in 2010 begraven op de Joodse begraafplaats te Almelo. Houwaart zelf werd 89 jaar oud.

### 1960-1979
- 1960: Dick Houwaart, Waar naar toe? De toekomst van N.W.Veluwe
- 1969: Dick Houwaart, Tussen kijken en spelen.
- 1967: Dick Houwaart, Wel bedankt, verslag en verantwoording van een keuze, Ambo.
- 1971: Dick Houwaart, Partijen op het eerste gezicht: de politiek in Nederland.
- 1972: Dick Houwaart, Wiegelarijen rondom een crisis.
- 1973: Dick Houwaart, Storm rond partij en parlement, de politieke jaren 1970-'71-'72 ISBN 90 6086 582 0
- 1973: Dick Houwaart, Journalistieke verkenningen door Israël, Semper Agendo B.V, ISBN 9789060865880
- 1975: Dick Houwaart, Weinreb, een witboek., Met een inleiding door Aad Nuis, uitg. Meulenhoff, Amsterdam, ISBN 90-290-0180-1
- 1976: Dick Houwaart, Spreiding van macht, kennis en Surinamers, Meulenhoff, ISBN 9029005122.
- 1978: Dick Houwaart, Nieuws: 150 jaar krantenkijk op de wereld, Omniboek, ISBN 9062071325.
- 1979: Dick Houwaart, Breekpunt en reveil, Meulenhoff, ISBN 9029009446.
- 1979: Dick Houwaart, Trouw, een ondergrondse krant, heruitgave van alle Trouwnummers uit de Tweede Wereldoorlog, Kok, Kampen, ISBN 9024262968
- 1979: Dick Houwaart, Socialisme en religie, De Slegte, ISBN 9789024205370.

### 1980-1999
- 1980: Dick Houwaart, Kanttekeningen, een bundel artikelen en verhalen van ds Bart Ruitenberg.
- 1980: Dick Houwaart, Sam Gerssen, Zionisme en christelijk geloof.
- 1980: Henri van Praag, Simon Hammelburg en Dick Houwaart (redactie), Mijn Jodendom, Den Haag, Voorhoede, ISBN 90-297-0654-6
- 1982: Dick Houwaart, Anne in 't voorbijgaan. Emoties, gedachten en verwachtingen rondom het huis en het dagboek van Anne Frank., Amsterdam, 1982, ISBN 90-6083-338-4
- 1982: Dick Houwaart, Verduisterde bevrijding, Omnibus, ISBN 90 620 7254 2.
- 1985: Dick Houwaart, Het Journalistenforum, 25 jaar Bij Nader Inzien, Omniboek, ISBN 9062070531.
- 1985: Moshe Ze'ev Flinker, met voorwoord van Dick Houwaart, Hana'ar Mosjé. Jomano sjel Mosjé Flinker, Jeruzalem: Yad Vashem, 1958; Ned. vertaling: Dagboek van Mozes Flinker, 1942-1943, Baarn: Meulenhoff, 1973, ISBN 90-224-0139-1;
- 1985: Dagboek van Mozes Flinker (1942-1943), Amsterdam: Amphora Books, 1985, ISBN 90-6446-308-5
- 1986: Dick Houwaart, Kehillo Kedousjo Den Haag, een halve eeuw geschiedenis van joods Den Haag, Omniboek, ISBN 9062072860.
- 1987: Dick Houwaart, Hoezo BVD?, Non-Fictie, Ministerie van Binnenlandse Zaken.
- 1988: Dick Houwaart, De mannenbroeders door de bocht, herinneringen van en aan dr.W.P.Berghuis, van 19956 tot 1968, voorzitter van de Anti-Revolutionaire Partij, ISBN/EAN: 9024243998.
- 1990: Dick Houwaart, Het geheim van de ambtenaar, Kok, ISBN 978-90-242-5185-8.
- 1994: Lody van de Kamp en Dick Houwaart, Als de mezoeze maar goed zit...: een briefwisseling tussen rabbijn Lody B. van de Kamp en Dick Houwaart, ISBN 90-242-8381-7
- 1995: Dick Houwaart, Notities van een ambtenaar, Kok, ISBN 9024223296.
- 1997: Dick Houwaart, Schrijvers thuis, Nijverdal, ISBN 9090113363.
- 1998: Dick Houwaart, Sjema Jisraeel, kom nou, Ankhhermes, ISBN 9789024292714.
- 1998: Dick Houwaart, Van Drees tot Kok, een halve eeuw regeren, Kok, ISBN 9024293030.

### Na 2000
- 2000: Dick Houwaart, Westerbork, het begon in 1933, (eerste druk 1983), Kok, Omniboek, ISBN 90 620 7284 4.
- 2000: Dick Houwaart, De toekomst van het Jodendom, Ankhhermes, ISBN 9789043502320.
- 2003: Dick Houwaart, Het beloofde land, theocratie, democratie, zionisme en de toekomst van Israël, Kok, ISBN 9789043506625.
- 2005: Dick Houwaart, redactie Dinand Webbink, Veelzijdig en bevlogen, een vriendenboek voor Dick Houwaart, journalist, Historische Kring Hellendoorn-Nijverdal, ISBN 9076272123.
- 2010: Dick Houwaart, Het koosjere mes en andere joodse vrijzinnigheden, Ipenburg, ISBN 9789070105112.
- 2010: Dick Houwaart, De laatste jaren, Joden in Oost-Nederland 1875-2010, Ipenburg, ISBN 9789070105129.
- 2012: Dick Houwaart, Mijn vrouw is dood, relaas van een trieste tocht in ziekenhuis en verpleeghuis, Ipenburg, ISBN 9789070105181.
- 2012: Dick Houwaart, autobiografie, Even omkijken : een leven lang praten en schrijven over oorlog, politiek, religie en nog enkele andere zaken, Elburg, Uitgeverij Ipenburg, ISBN 978-90-70105-19-8
- 2015: Ben Ipenburg en Dick Houwaart, inleiding rabbijn Lody van de Kamp, Christendom een uit de hand gelopen Joodse ruzie, Elburg, Frontisterion Uitgeverij, ISBN 978-90-70105-24-2
- 2015: Dick Houwaart, Dagboek van een oude man, Elburg, Uitgeverij Ipenburg, ISBN 978-90-70105-25-9.
- 2016: Dick Houwaart, Dick Houwaart, een Joods verhaal, Elburg, Uitgeverij Ipenburg, ISBN 978-90-70105-27-3.

- Digitale Bibliotheek voor de Nederlandse Letteren: houw038
- Gemeinsame Normdatei: 1128929546
- International Standard Name Identifier: 0000 0000 6654 7341
- Library of Congress Control Number: n79113894
- Nationale Bibliotheek van Israël: 987007262889105171
- Nederlandse Thesaurus van Auteursnamen: 069599629
- Système universitaire de documentation: 059503564
- Virtual International Authority File: 54319308
- WorldCat: E39PBJc7W7w3rwkxTPhTkfbPQq